# Колесо життя (срібна монета)
«Ко́лесо життя́» — пам'ятна срібна монета номіналом 10 гривень, випущена Національним банком України, присвячена розкриттю в художньо-образній манері філософського змісту основоположних принципів людського існування — прагнення любові, щастя і гармонії, пізнання природи добра і зла, пошуку сенсу буття і неповторного шляху людини в безмежному світі.
Монету введено в обіг 25 травня 2017 року. Вона належить до серії «Інші монети».

## Опис монети та характеристики
| Номінал грн. | Метал  | Маса, г      | Діаметр, мм | Якість виготовлення | Гурт                           | Тираж, штук |
| ------------ | ------ | ------------ | ----------- | ------------------- | ------------------------------ | ----------- |
| 10           | срібло | 31,1 / 33,62 | 38,6        | пруф                | гладкий із заглибленим написом | 4 000       |

### Аверс
На аверсі монети на дзеркальному тлі зображено дорогу, яка пролягає через пагорби, долини і поля та прямує до сонця (позолочене), що символізує шлях до світла, дорогу в майбутнє. Унизу розміщено: малий Державний Герб України (ліворуч), рік карбування монети «2017» (праворуч), півколом написи: «УКРАЇНА», номінал — «10/ГРИВЕНЬ».

### Реверс
На реверсі монети на дзеркальному тлі зображено стилізоване колесо, обід якого складається із фрагментів, що частково нагадують форми дерев'яного колеса чумацького воза, шпицями колеса є пара — Чоловік і Жінка (елемент оздоблення — локальна позолота), які є осердям руху, «вічним двигуном» людського буття. По колу розміщено написи: «КОЛЕСО ЖИТТЯ».

## Автори

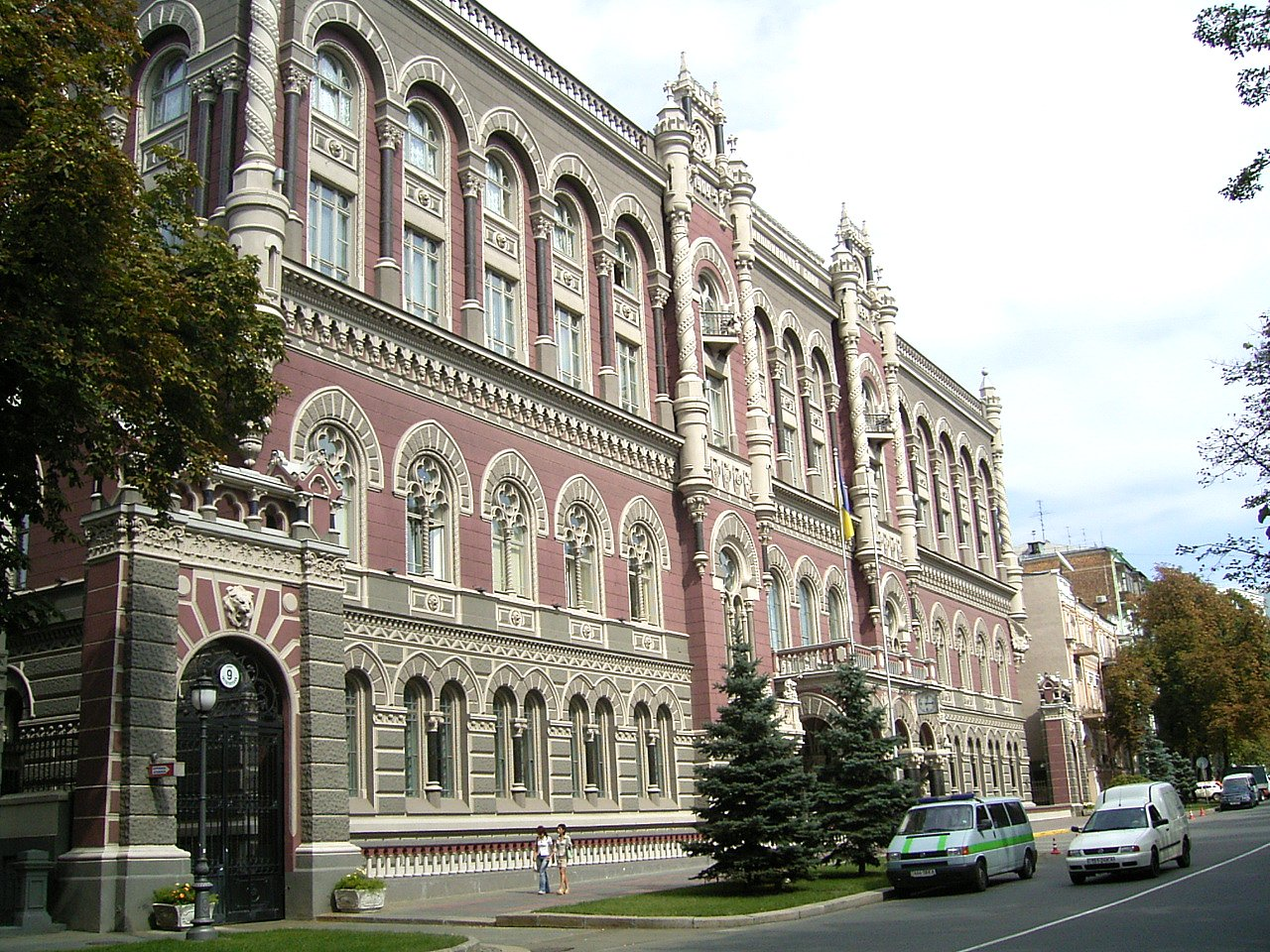
Будівля Національного банку України

- Художники: Таран Володимир, Харук Олександр, Харук Сергій.
- Скульптор — Дем'яненко Володимир.

## Вартість монети
Під час введення монети в обіг 2017 року, Національний банк України реалізовував монету через свої філії за ціною 920 гривень.
Фактична приблизна вартість монети з роками змінювалася так:
| Рік        | 2018  | 2019  | 2020  | 2021  | 2022  | 2023  | 2024   | 2025   |
| ---------- | ----- | ----- | ----- | ----- | ----- | ----- | ------ | ------ |
| Ціна, грн. | 1 600 | 1 950 | 2 350 | 6 400 | 6 300 | 8 000 | 11 500 | 15 000 |